# منتخب الفلبين لكرة الصالات للسيدات
منتخب الفلبين لكرة الصالات للسيدات (بالإنجليزية: Philippines women's national futsal team) هو ممثل الفلبين الرسمي في المنافسات الدولية في كرة الصالات للسيدات
. تأسس في 2005.